# Remember Me (Software)
Remember Me ist eine App zum Auswendiglernen von Bibelversen. Sie nutzt Spielelemente, Karteikarten und Algorithmen der verteilten Wiederholung, um das Lernen und Behalten zu optimieren. Die Anwendung ist für Android, iOS und als Webanwendung verfügbar.
Die Entwicklung von Remember Me wurde durch das Bedürfnis nach einem Hilfsmittel, Bibelverse auf ansprechende und nachhaltige Weise zu lernen, inspiriert. Sie wurde ursprünglich von einem Schweizer Pfarrer entwickelt, der Informatik an der Fernuniversität Hagen studierte und das Potenzial für eine digitale Lösung erkannte, um diesen Aspekt des Bibelstudiums zu unterstützen.

## Funktionen
- Algorithmen der verteilten Wiederholung: Remember Me verwendet Algorithmen der verteilten Wiederholung, um das Auswendiglernen zu optimieren, indem Lernkontrollen in zunehmend größeren Abständen basierend auf der Leistung des Benutzers geplant werden.[2][3]
- Integration mit Bibelübersetzungen: Benutzer können Texte aus anderen Bibel-Apps und Online-Bibelübersetzungen importieren, um Karteikarten zu erstellen.[2]
- Sprachaufnahme und Sprachsynthese: Benutzer können ihre eigene Stimme beim Wiedergeben auswendig gelernter Texte aufnehmen oder Verse mit der Sprachsynthese-Funktion des Geräts anhören.[1][3]
- Spielelemente: Remember Me integriert Spielelemente wie Wortpuzzles, Lückentests, Erste-Buchstaben-Eingabe, Highscores, Tagesziel usw., um die Benutzermotivation und -bindung zu erhöhen.[1][2]
- Geräteübergreifende Synchronisierung: Die App kann Benutzerdaten wie Bibelverse und Lernfortschritt über mehrere Geräte hinweg replizieren.[2]

## Rezeption
Die Bibel-App Remember Me hat erhebliche Popularität erlangt und wurde über zwei Millionen Mal heruntergeladen. Der Erfolg der App kann auf ihr benutzerfreundliches Konzept und ihren Fokus auf die Hilfe beim effektiven Auswendiglernen von Bibelversen zurückgeführt werden.